# Prebles spitsmuis
De prebles spitsmuis (Sorex preblei)  is een zoogdier uit de familie van de spitsmuizen (Soricidae). De wetenschappelijke naam van de soort werd voor het eerst geldig gepubliceerd door Jackson in 1922.

## Voorkomen
De soort komt voor in de Verenigde Staten en Canada.